# Change (canção de Noel)
"Change" é o quarto single lançado por Noel, do seu álbum de estreia, Noel, em 1989. 
No Brasil, a canção chegou a ser tocada em algumas rádios de São Paulo como a Manchete FM, mas diferente dos singles anteriores, o single não conseguiu sucesso.

## Faixas
E.U.A. 12" Single
| N.º | Título                 | Duração |  |
| 1.  | "Change" (Club Mix)    | 7:55    |  |
| 2.  | "Change" (Dub Mix)     | 6:23    |  |
| 3.  | "Change" (7" Mix)      | 4:29    |  |
| 4.  | "Change" (Garage Mix)  | 6:43    |  |
| 5.  | "Change" (Bonus Beats) | 5:30    |  |